# Kitovi
Kitovi su široko rasprostranjena i raznolika grupa potpuno vodenih placentnih morskih sisara. Oni su neformalna grupa unutar infareda Cetacea, koja obično isključuje delfine i pliskavice. Kitovi, delfini i pliskavice pripadaju redu Artiodactyla, koji se sastoji od parnoprstih kopitara. Njihovi najbliži postojeći srodnici su nilski konji, od kojih su se razdvojili pre oko 40 miliona godina. Smatra se da su se parvredovi kitova, kitovi usani (Mysticeti) i kitovi zubani (Odontoceti) razdvojili pre oko 34 miliona godina. Kitovi se sastoje od osam postojećih porodica: Balaenopteridae (brazdeni kitovi), Balaenidae (pravi kitovi), Cetotheriidae (pigmejski pravi kitovi), Eschrichtiidae (sivi kitovi), Monodontidae (beluge i narvali), Physeteridae (ulješura), Kogiidae (patuljaste i pigmejske ulješture), i Ziphiidae (kljunasti kitovi).

## Opšte karakteristike
Kitovi su stvorenja otvorenog okeana; hrane se, pare, porađaju, doje i odgajaju mlade u moru. Toliko je ekstremna njihova adaptacija na život pod vodom da nisu u stanju da prežive na kopnu. Kitovi se kreću u rasponu veličina od patuljastih kitova sa 2,6 m (8,5 ft) i 135 kg (298 lb) do plavog kita sa 29,9 m (98 ft) i 190 t, koji je najveće poznato stvorenje koje je ikad živelo. Ulješura je najveći zubati predator na zemlji. Nekoliko vrsta pokazuje polni dimorfizam, jer su ženke veće od mužjaka. Kitovi usani nemaju zube; umesto toga imaju ploče sa usima, nalik na resaste strukture koja se koristi za izbacivanje vode, uz zadržavanje krila i planktona kojim se hrane. Oni koriste nabore grla da prošire usta i uzmu ogromne gutljaje vode. Glatki kitovi imaju glave koje mogu da čine 40% njihove telesne mase radi preuzimanje vode. Kitovi zubani, s druge strane, imaju konusne zube prilagođene ulovu ribe ili lignji. Kitovi usani imaju dobro razvijen osećaj za „miris”, dok kitovi zubani imaju dobro razvijen sluh - njihov sluh, koji je prilagođen za vazduh i vodu, tako dobro je razvijen da neki mogu da prežive čak i ako su slepi. Neke vrste, poput ulješura, dobro su prilagođene za ronjenje na velike dubine kako bi lovili lignje i drugi omiljeni plen.
Kitovi su evoluirali od sisara koji žive na kopnu. Kao takvi, kitovi moraju redovno da udišu vazduh, iako mogu dugo ostati pod vodom. Neke vrste, poput ulješura, mogu da ostanu potopljene čak 90 minuta. Oni imaju disajne otvore (modifikovane nosnice) koje se nalaze na vrhu glave, kroz koje ulazi i izbacuje se vazduh. Oni su toplokrvni i imaju sloj masti ili vorvanj ispod kože. Sa svojim hidrodinamičnim oblicima tela i dva uda koja su modifikovana u peraja, kitovi mogu da putuju brzinama do 20 čvorova, mada nisu jednako fleksibilni ili okretni kao perajari. Kitovi proizvode veliku raznolikost vokalizacija, a posebno su složene pesme grbavog kita. Iako su kitovi široko rasprostranjeni, većina vrsta preferira hladnije vode Severne i Južne hemisfere, a migriraju do ekvatora radi porođaja. Vrste poput grbavog i plavog kita mogu da pređu hiljade kilometara bez hranjenja. Mužjaci se obično pare sa više ženki svake godine, dok se ženke pare samo svake dve do tri godine. Telad se obično rađaju u prolećnim i letnjim mesecima, a ženke snose svu odgovornost za njihov uzgoj. Majke nekih vrsta poste i neguju svoje mladunce tokom jedne do dve godine.

## Literatura
- Klinowska, Margaret; Cooke, Justin (1991). Dolphins, Porpoises, and Whales of the World: the IUCN Red Data Book (PDF). Columbia University Press, NY: IUCN Publications. ISBN 978-2-88032-936-5.
- Thomas, Jeanette A.; Kastelein, Ronald A. (1990). Sensory Abilities of Cetaceans: Laboratory and Field Evidence. 196. New York: Springer Science & Business Media. ISBN 978-1-4899-0860-5. doi:10.1007/978-1-4899-0858-2.
- Leatherwood, S.; Prematunga, W.P.; Girton, P.; McBrearty, D.; Ilangakoon, A.; McDonald, D (1991). Records of 'blackfish' (killer, false killer, pilot, pygmy killer, and melon-headed whales) in the Indian Ocean Sanctuary, 1772-1986 in Cetaceans and cetacean research in the Indian Ocean Sanctuary. UNEP Marine Mammal Technical Report. стр. 33—65. ASIN B00KX9I8Y8.
- Skeat, Walter W. (1898). An Etymological Dictionary of the English Language (3 изд.). Clarendon Press. стр. 704. Пронађени су сувишни параметри: |pages= и |page= (помоћ)
- Dawkins, Richard (2004). The Ancestor's Tale, A Pilgrimage to the Dawn of Life. Houghton Mifflin. ISBN 978-0-618-00583-3.
- Shorter Oxford English dictionary. United Kingdom: Oxford University Press. 2007. стр. 3804.
- Ralls, Katherine; Mesnick, Sarah (1984). „Sexual Dimorphism” (PDF). Encyclopedia of Marine Mammals (2nd изд.). San Diego: Academic Press. стр. 1005—1011. ISBN 978-0-08-091993-5. Архивирано из оригинала (PDF) 25. 07. 2019. г. Приступљено 01. 11. 2019.
- Stevens, C. Edward; Hume, Ian D. (1995). Comparative Physiology of the Vertebrate Digestive System. Cambridge University Press. стр. 317. ISBN 978-0-521-44418-7.
- Thewissen, J. G. M.; Perrin, William R.; Wirsig, Bernd (2002). „Hearing”. Encyclopedia of Marine Mammals. San Diego: Academic Press. стр. 570–572. ISBN 978-0-12-551340-1.
- Ketten, Darlene R. (1992). „The Marine Mammal Ear: Specializations for Aquatic Audition and Echolocation”.  Ур.: Webster, Douglas B.; Fay, Richard R.; Popper, Arthur N. The Evolutionary Biology of Hearing. Springer–Verlag. стр. 717—750. ISBN 978-1-4612-7668-5. doi:10.1007/978-1-4612-2784-7_44.
- Kennedy, Robert; Perrin, W.F.; Wursig, B.; Thewissen, J. G. M. (2008). „Right whales (E. glacialis, E. japonica, and E. australis”. Encyclopedia of Marine Mammals. ISBN 978-0-12-373553-9.
- Whitehead, H. (2003). Sperm Whales: Social Evolution in the Ocean. Chicago: University of Chicago Press. стр. 4. ISBN 978-0-226-89518-5.
- Janet Mann; Richard C. Connor; Peter L. Tyack;  ., ур. (2000). Cetacean Societies: Field Studies of Dolphins and Whales. University of Chicago. стр. 9. ISBN 978-0-226-50341-7.
- Nemoto, T.; Okiyama, M.; Iwasaki, N.; Kikuchi, T. (1988). „Squid as Predators on Krill (Euphausia superba) and Prey for Sperm Whales in the Southern Ocean”.  Ур.: Dietrich Sahrhage. Antarctic Ocean and Resources Variability. Springer Berlin Heidelberg. стр. 292—296. ISBN 978-3-642-73726-8. doi:10.1007/978-3-642-73724-4_25.
- Riedman, M. (1991). The Pinnipeds: Seals, Sea Lions, and Walruses. University of California Press. стр. 168. ISBN 978-0-520-06498-0.
- Proulx, Jean-Pierre (1994). Basque whaling in Labrador in the 16th century. стр. 260—286. ISBN 978-0660148199.
- Tonnessen, J.N.; Johnsen, A.O (1982). The History of Modern Whaling. C. Hurst. ISBN 978-0-905838-23-6.
- Mead, J.G.; Brownell, R. L. (2005). „Order Cetacea”. Mammal Species of the World: A Taxonomic and Geographic Reference. Johns Hopkins University Press. стр. 723—743. ISBN 978-0-8018-8221-0.
- Björgvinsson, Ásbjörn; Lugmayr, Helmut; Camm, Martin; Skaptason, Jón (2002). Whale watching in Iceland. ISBN 978-9979-761-55-6.
- „Lamentations 4:3”. Bible. Приступљено 29. 8. 2015.
- Куран 37:139–148
- „Matthew”. Bible. Приступљено 30. 12. 2013.
- Mack, John (2013). The Sea: a cultural history. Reaktion Books. стр. 205—206. ISBN 978-1-78023-184-6.
- Bonner, Nigel (1980). Whales. Facts on File. стр. 17, 23–24. ISBN 978-0-7137-0887-5.
- Beland, Pierre (1996). Beluga: A Farewell to Whales (1 изд.). The Lyons Press. стр. 224. ISBN 978-1-55821-398-2.
- Gatesy, J. (1997). „More DNA support for a Cetacea/Hippopotamidae clade: the blood-clotting protein gene gamma-fibrinogen” (PDF). Molecular Biology and Evolution. 14 (5): 537—543. PMID 9159931. doi:10.1093/oxfordjournals.molbev.a025790.
- Johnson, James H.; Wolman, Allen A. (1984). „The Humpback Whale”. Marine Fisheries Review. 46 (4): 30—37.
- Goldbogen, Jeremy A. (2010). „The Ultimate Mouthful: Lunge Feeding in Rorqual Whales”. American Scientist. 98 (2): 124—131. doi:10.1511/2010.83.124. Архивирано из оригинала 28. 10. 2016. г. Приступљено 01. 11. 2019.
- Houben, A. J. P.; Bijl, P. K.; Pross, J.; Bohaty, S. M.; Passchier, S.; Stickley, C. E.; Rohl, U.; Sugisaki, S.; Tauxe, L.; van de Flierdt, T.; Olney, M.; Sangiorgi, F.; Sluijs, A.; Escutia, C.; Brinkhuis, H. (2013). „Reorganization of Southern Ocean Plankton Ecosystem at the Onset of Antarctic Glaciation”. Science. 340 (6130): 341—344. Bibcode:2013Sci...340..341H. PMID 23599491. doi:10.1126/science.1223646.
- Steeman, M. E.; Hebsgaard, M. B.; Fordyce, R. E.; Ho, S. Y. W.; Rabosky, D. L.; Nielsen, R.; Rahbek, C.; Glenner, H.; Sorensen, M. V.; Willerslev, E. (2009). „Radiation of Extant Cetaceans Driven by Restructuring of the Oceans”. Systematic Biology. 58 (6): 573—585. PMC 2777972 . PMID 20525610. doi:10.1093/sysbio/syp060.
- Thewissen, J. G. M.; Cooper, L. N.; Clementz, M. T.; Bajpai, S.; Tiwari, B. N. (2007). „Whales originated from aquatic artiodactyls in the Eocene epoch of India” (PDF). Nature. 450 (7173): 1190—1194. Bibcode:2007Natur.450.1190T. PMID 18097400. doi:10.1038/nature06343.
- Fahlke, Julia M.; Gingerich, Philip D.; Welsh, Robert C.; Wood, Aaron R. (2011). „Cranial asymmetry in Eocene archaeocete whales and the evolution of directional hearing in water”. Proceedings of the National Academy of Sciences. 108 (35): 14545—14548. Bibcode:2011PNAS..10814545F. PMC 3167538 . PMID 21873217. doi:10.1073/pnas.1108927108.
- Bebej, R. M.; ul-Haq, M.; Zalmout, I. S.; Gingerich, P. D. (jun 2012). „Morphology and Function of the Vertebral Column in Remingtonocetus domandaensis (Mammalia, cetacea) from the Middle Eocene Domanda Formation of Pakistan”. Journal of Mammalian Evolution. 19 (2): 77—104. doi:10.1007/S10914-011-9184-8.
- Reidenberg, Joy S. (2007). „Anatomical adaptations of aquatic mammals”. The Anatomical Record. 290 (6): 507—513. PMID 17516440. doi:10.1002/ar.20541.
- Boisserie, Jean-Renaud; Lihoreau, Fabrice; Brunet, Michel (2005). „The position of Hippopotamidae within Cetartiodactyla”. Proceedings of the National Academy of Sciences. 102 (5): 1537—1541. Bibcode:2005PNAS..102.1537B. PMC 547867 . PMID 15677331. doi:10.1073/pnas.0409518102.
- Scholander, Per Fredrik (1940). „Experimental investigations on the respiratory function in diving mammals and birds”. Hvalraadets Skrifter. 22: 1—131.
- Rose, Kenneth D. (2001). „The Ancestry of Whales” (PDF). Science. 293 (5538): 2216—2217. PMID 11567127. doi:10.1126/science.1065305.
- Norena, S. R.; Williams, T. M. (2000). „Body size and skeletal muscle myoglobin of cetaceans: adaptations for maximizing dive duration”. Comparative Biochemistry and Physiology A. 126 (2): 181—191. PMID 10936758. doi:10.1016/S1095-6433(00)00182-3.
- Cranford, T.W.; Krysl, P.; Hildebrand, J.A. (2008). „Acoustic pathways revealed: simulated sound transmission and reception in Cuvier's beaked whale (Ziphius cavirostris)”. Bioinspiration & Biomimetics. 3 (1): 016001. Bibcode:2008BiBi....3a6001C. PMID 18364560. doi:10.1088/1748-3182/3/1/016001.
- Smith, Craig R.; Baco, Amy R. (2003). „Ecology of Whale Falls at the Deep-Sea Floor”. Oceanography and Marine Biology: An Annual Review. 41: 311—354.
- Mass, Alla; Supin, Alexander (21. 5. 2007). „Adaptive features of aquatic mammals' eyes”. Anatomical Record. 290 (6): 701—715. PMID 17516421. doi:10.1002/ar.20529.
- Watson, K.K.; Jones, T. K.; Allman, J. M. (2006). „Dendritic architecture of the Von Economo neurons”. Neuroscience. 141 (3): 1107—1112. PMID 16797136. doi:10.1016/j.neuroscience.2006.04.084.
- Hof, Patrick R.; Van Der Gucht, Estel (2007). „Structure of the cerebral cortex of the humpback whale, Megaptera novaeangliae (Cetacea, Mysticeti, Balaenopteridae)”. The Anatomical Record. 290 (1): 1—31. PMID 17441195. doi:10.1002/ar.20407.
- Wiley, David;  . (2011). „Underwater components of humpback whale bubble-net feeding behaviour”. Behaviour. 148 (5): 575—602. doi:10.1163/000579511X570893.
- Leighton, Tim; Finfer, Dan; Grover, Ed; White, Paul (2007). „An acoustical hypothesis for the spiral bubble nets of humpback whales, and the implications for whale feeding” (PDF). Acoustics Bulletin. 32 (1): 17—21.
- Zerbini, Alexandre N.;  . (11. 5. 2006). „Satellite-monitored movements of humpback whales in the Southwest Atlantic Ocean”. Marine Ecology Progress Series. 313: 295—304. Bibcode:2006MEPS..313..295Z. doi:10.3354/meps313295.
- Miller, P. J. O.; Aoki, K.; Rendell, L. E.; Amano, M. (2008). „Stereotypical resting behavior of the sperm whale”. Current Biology. 18 (1): R21—R23. PMID 18177706. doi:10.1016/j.cub.2007.11.003.
- Lydersen, Christian; Weslawski, Jan Marcin; Øritsland, Nils (1991). „Stomach content analysis of minke whales from the Lofoten and Vesterålen areas, Norway”. Ecography. 1 (3): 219—222. doi:10.1111/j.1600-0587.1991.tb00655.x.
- Morrel, Virginia (30. 1. 2012). „Killer Whale Menu Finally Revealed”. Science. Приступљено 29. 8. 2015.
- Smith, Thomas G.; Sjare, Becky (1990). „Predation of Belugas and Narwhals by Polar Bears in Nearshore Areas of the Canadian High Arctic”. Arctic. 43 (2): 99—102. doi:10.14430/arctic1597.
- Roman, J.; McCarthy, J. J. (oktobar 2010). „The Whale Pump: Marine Mammals Enhance Primary Productivity in a Coastal Basin”. PLoS ONE. 5 (10): e13255. Bibcode:2010PLoSO...513255R. PMC 2952594 . PMID 20949007. doi:10.1371/journal.pone.0013255.
- Roman, J.; McCarthy, J. J. (2010).  Roopnarine, Peter, ур. „The Whale Pump: Marine Mammals Enhance Primary Productivity in a Coastal Basin”. PLoS ONE. 5 (10): e13255. Bibcode:2010PLoSO...513255R. PMC 2952594 . PMID 20949007. doi:10.1371/journal.pone.0013255.
- Roman, Joe; Estes, James A.; Morissette, Lyne; Smith, Craig; Costa, Daniel; McCarthy, James; Nation, J.B.; Nicol, Stephen; Pershing, Andrew; Smetacek, Victor (2014). „Whales as marine ecosystem engineers”. Frontiers in Ecology and the Environment. 12 (7): 377—385. doi:10.1890/130220. Архивирано из оригинала 11. 02. 2020. г. Приступљено 01. 11. 2019.
- Nummela, Sirpa; Thewissen, J.G.M; Bajpai, Sunil; Hussain, Taseer; Kumar, Kishor (2007). „Sound transmission in archaic and modern whales: Anatomical adaptations for underwater hearing” (PDF). The Anatomical Record. 290 (6): 716—733. PMID 17516434. doi:10.1002/ar.20528.
- Fujiwara, Yoshihiro;  . (16. 2. 2007). „Three-year investigations into sperm whale-fall ecosystems in Japan”. Marine Ecology. 28 (1): 219—230. Bibcode:2007MarEc..28..219F. doi:10.1111/j.1439-0485.2007.00150.x.
- Morseth, C. Michele (1997). „Twentieth-Century Changes in Beluga Whale Hunting and Butchering by the Kaηiġmiut of Buckland, Alaska”. Arctic. 50 (3): 241—255. JSTOR 40511703. doi:10.14430/arctic1106.
- Rommel, S. A.;  . (2006). „Elements of beaked whale anatomy and diving physiology and some hypothetical causes of sonar-related stranding”. Journal of Cetacean Resource Management. 7 (3): 189—209.
- Schrope, Mark. (2003). „Whale deaths caused by US Navy's sonar”. Nature. 415 (6868): 106. Bibcode:2002Natur.415..106S. PMID 11805797. doi:10.1038/415106a.
- Piantadosi, C. A.; Thalmann, E. D. (2004). „Pathology: whales, sonar and decompression sickness”. Nature. 428 (6894): 716—718. PMID 15085881. doi:10.1038/nature02527a.
- „North Atlantic Right Whale Source Document for the Critical Habitat Designation: A review of information pertaining to the definition of "critical habitat"”. NOAA Fisheries. jul 2014.
- Laidre, K. L.; Stirling, I.; Lowry, L. F.; Wiig, Ø.; Heide-Jørgensen, M. P.; Ferguson, S.H. (2008). „Quantifying the sensitivity of Arctic marine mammals to climate-induced habitat change” (PDF). Ecological Applications. 18 (2 Suppl): S97—S125. PMID 18494365. doi:10.1890/06-0546.1. Архивирано из оригинала (PDF) 24. 9. 2015. г. Приступљено 29. 8. 2015.
- Cressey, Jason (1998). „Making a Splash in the Pacific Ocean: Dolphin and Whale Myths and Legends of Oceania” (PDF). Rapa Nui Journal. 12: 75—84. Архивирано из оригинала (PDF) 20. 11. 2018. г. Приступљено 5. 8. 2015.
- O'Connell, M.; Berrow, S. (2015). „Records from the Irish Whales and Dolphin Group for 2013”. Irish Naturalists' Journal. 34 (2): 154—161.
- „Whale”. New International Encyclopedia. 1905.

## Spoljašnje veze

### Vebsajtovi
- Froias, Gustin (2012). „Balaenidae”. New Bedford Whaling Museum. Архивирано из оригинала 20. 04. 2020. г. Приступљено 29. 8. 2015.
- Jefferson, T.A.; Leatherwood, S.; Webber, M.A. „Gray whale (Family Eschrichtiidae)”. Marine Species Identification Portal. Архивирано из оригинала 12. 11. 2020. г. Приступљено 29. 8. 2015.
- Jefferson, T.A.; Leatherwood, S.; Webber, M.A. „Narwhal and White Whale (Family Monodontidae)”. Marine Species Identification Portal. Архивирано из оригинала 12. 11. 2020. г. Приступљено 29. 8. 2015.
- Jefferson, T.A.; Leatherwood, S.; Webber, M.A. „Sperm Whale (Family Physeteridae)”. Marine Species Identification Portal. Архивирано из оригинала 12. 11. 2020. г. Приступљено 29. 8. 2015.
- Jefferson, T.A.; Leatherwood, S.; Webber, M.A. „Beaked Whales (Family Ziphiidae)”. Marine Species Identification Portal. Архивирано из оригинала 12. 11. 2020. г. Приступљено 29. 8. 2015.
- „Going Aquatic: Cetacean Evolution”. PBS Nature. 21. 3. 2012. Приступљено 29. 8. 2015.
- Interglot translation dictionary. „Ballena asesina”. interglot.com. Приступљено 15. 1. 2016.
- „Introduction to Cetacea: Archaeocetes: The Oldest Whales”. University of Berkeley. Приступљено 25. 7. 2015.
- „Sperm Whales brain size”. NOAA Fisheries – Office of Protected Resources. Приступљено 9. 8. 2015.
- „Mysticetes hunt in groups”. Defenders of Wildlife. 10. 4. 2012. Приступљено 24. 7. 2015.
- Marrero, Meghan E.; Thornton, Stuart (1. 11. 2011). „Big Fish: A Brief History of Whaling”. National Geographic. Приступљено 2. 9. 2015.
- „Whale products”. New Bedford Whaling Museum. Приступљено 29. 8. 2015.
- Stonehouse, Bernard (5. 10. 2007). „British Arctic whaling: an overview”. University of Hull. Архивирано из оригинала 05. 10. 2016. г. Приступљено 4. 9. 2015.
- „Timeline: The History of Whaling in America”. PBS. Архивирано из оригинала 01. 05. 2010. г. Приступљено 01. 11. 2019.
- „Which countries are still whaling”. International Fund for Animal Welfare. Приступљено 29. 8. 2015.
- „Aboriginal Subsistence whaling”. IWC. Приступљено 29. 8. 2015.
- „The Tuna-Dolphin Issue”. noaa.gov. NOAA Fisheries – Office of Protected Resources. Приступљено 29. 8. 2015.
- „The physics of bubble rings and other diver's exhausts”. Архивирано из оригинала 6. 10. 2006. г. Приступљено 19. 12. 2015.
- Metcalfe, C. (23. 2. 2012). „Persistent organic pollutants in the marine food chain”. United Nations University. Архивирано из оригинала 22. 10. 2019. г. Приступљено 16. 8. 2013.
- unknown. „Key Documents”. International Whaling Commission. Приступљено 29. 8. 2015.
- „Catch limits”. International Whaling Commission. Архивирано из оригинала 08. 12. 2016. г. Приступљено 6. 8. 2015.
- MacKenzie, Debora (4. 6. 1994). „Whales win southern sanctuary”. New Scientist. Приступљено 12. 9. 2015.
- „Whale Sanctuaries”. International Whaling Commission. Приступљено 4. 9. 2015.
- O'Connor, Simon (2009). „Whale Watching Worldwide” (PDF). International Fund for Animal Welfare. стр. 23—24. Архивирано из оригинала (PDF) 08. 05. 2015. г. Приступљено 26. 12. 2014.
- „Marine Wildlife Viewing Guidelines” (PDF). National Oceanic and Atmospheric Administration, NOAA. januar 2004. Приступљено 6. 8. 2010.
- O'Connor S.; Campbell R.; Cortez H.; Knowles T. (2009). „Whale Watching Worldwide: tourism numbers, expenditures and expanding economic benefits” (PDF). International Fund for Animal Welfare. Архивирано из оригинала (PDF) 08. 05. 2015. г. Приступљено 29. 8. 2015.
- Viegas, Jennifer (23. 2. 2010). „Thousands Mourn Dead Whale in Vietnam”. Discovery News. Приступљено 15. 4. 2011.
- „Funeral for a Whale held at Apam”. Ghana News Agency. GhanaWeb. 10. 8. 2005. Приступљено 15. 4. 2011.
- Hovhannes, Alan (1970). „And God Created Great Whales”. Архивирано из оригинала 24. 05. 2005. г. Приступљено 10. 10. 2007.
- „Beluga Whales in Captivity: Hunted, Poisoned, Unprotected”. Special Report on Captivity 2006. Canadian Marine Environment Protection Society. 2006.
- „Beluga (Delphinapterus leucas) Facts – Distribution – In the Zoo”. World Association of Zoos and Aquariums. Архивирано из оригинала 10. 2. 2012. г. Приступљено 5. 12. 2011.
- „The Story of Navy Dolphins”. PBS. Приступљено 12. 10. 2008.

### Novosti
- „Whales Descended From Tiny Deer-like Ancestors”. Northeastern Ohio Universities Colleges of Medicine and Pharmacy. 2007. Приступљено 21. 12. 2007.
- „New Dawn”. Walking with Prehistoric Beasts. 2002. Discovery Channel.
- Collins, Nick (22. 10. 2012). „Whale learns to mimic human speech”. Приступљено 22. 10. 2012.
- Siebert, Charles (8. 7. 2009). „Watching Whales Watching Us”. New York Times Magazine. Приступљено 29. 8. 2015.
- Fields, R. Douglas. „Are whales smarter than we are?”. Приступљено 9. 8. 2015.
- Griffin, Catherine (7. 12. 2015). „Beluga Bubbles Reveal How These Whales Are Feeling”. Приступљено 19. 12. 2015.
- „Milk”. Modern Marvels. Сезона 14. 7. 1. 2008. The History Channel.
- „Whale poop pumps up ocean health”. 12. 10. 2010. Приступљено 18. 11. 2011.
- „Whale poo important for ocean ecosystems”. Australian Geographic. 26. 5. 2014. Приступљено 18. 11. 2014.
- „Rock art hints at whaling origins”. 20. 4. 2004. Приступљено 2. 9. 2015. „Stone Age people may have started hunting whales as early as 6,000 BC, new evidence from South Korea suggests.”
- „Commercial Whaling: Good Whale Hunting”. The Economist. 4. 3. 2012. Приступљено 1. 9. 2015.
- Ford, Catherine (jul 2015). „A Savage History: Whaling in the South Pacific and Southern Oceans”. The Monthly: Australian politics, societies, and cultures.
- Tsai, Wen-Chu. „Whales and trash-bags”. Taipei Times. Приступљено 5. 8. 2015.
- Kirby, Alex (8. 10. 2003). „Sonar may cause Whale deaths”. Приступљено 14. 9. 2006.
- „CWA travels to The Petroglyphs of Bangudae”. Current World Archaeology. 24. 1. 2014. Приступљено 31. 8. 2015.
- „Thousand gather for whale's funeral in Vietnam”. The Independent. Associated Press. 23. 2. 2010. Приступљено 15. 4. 2011.
- „Whale funeral draws 1000 mourners in Vietnam”. Sydney Morning Herald. AFP. 14. 4. 2003. Приступљено 15. 4. 2011.